# Chris Morgan
Chris Morgan (født 15. december 1982 i Adelaide) er en australsk roer.

## Rokarriere
Morgan indledte sin internationale karriere i den australske dobbeltfirer, som i midten af første årti i 2000'erne lå lidt under den absolutte elite.
Ved Sommer-OL 2008 i Beijing vandt Morgan med den australske dobbeltfirer sit indledende heat i verdensrekordtiden 5.36,20 minutter og blev nummer to i semifinalen, mens de i finalen blev nummer fire, under et halvt sekund efter den franske båd på bronzepladsen.
Herefter havde han en kort, men succesfuld optræden i toer med styrmand, hvor han sammen med Dominic Grimm og styrmand David Webster blev verdensmester i 2010. Ved det følgende VM var han tilbage i dobbeltfireren, der vandt guld.
Ved OL 2012 i London stillede han op i dobbeltfireren, og australierne var som regerende verdensmestre blandt favoritterne. Udover Morgan bestod besætningen af Karsten Forsterling, James McRae og Daniel Noonan. Imidlertid blev båden blot nummer tre i indledende heat, men forbedrede placeringen i semifinalen til toer. I finalen var den tyske båd for stærk og vandt guld, mens der var større kamp om andenpladsen mellem Kroatien og Australien. Det endte med, at Kroatien fik sølv, et halvt sekund foran Australien på bronzepladsen.
Efter OL i 2012 var Morgan den eneste fra dobbeltfireren, der fortsatte, og med ny besætning blev det til middelmådige resultater ved internationale stævner. I 2016 skiftede han til dobbeltsculler, hvor han roede sammen med David Watts. Denne duo deltog også ved OL 2016 i Rio de Janeiro, og de blev nummer tre i indledende heat, mens en femteplads i semifinalen betød deltagelse i B-finalen. Her sejrede de og opnåede dermed en samlet syvendeplads.
Han har ikke roet internationalt siden 2016.

## Privat
Morgan blev som 28-årig diagnosticeret med højfunktionsautisme, og han mener selv, at dette var vigtigt for hans succes i roning, selv om det også har givet ham udfordringer. Han har i de senere år arbejdet som softwareingeniør, og han har desuden engageret sig i at hjælpe unge med autisme til gøre deres handicap til en styrke.

## OL-medaljer
- 2012:  Bronze i dobbeltfirer